# Classe Arktika

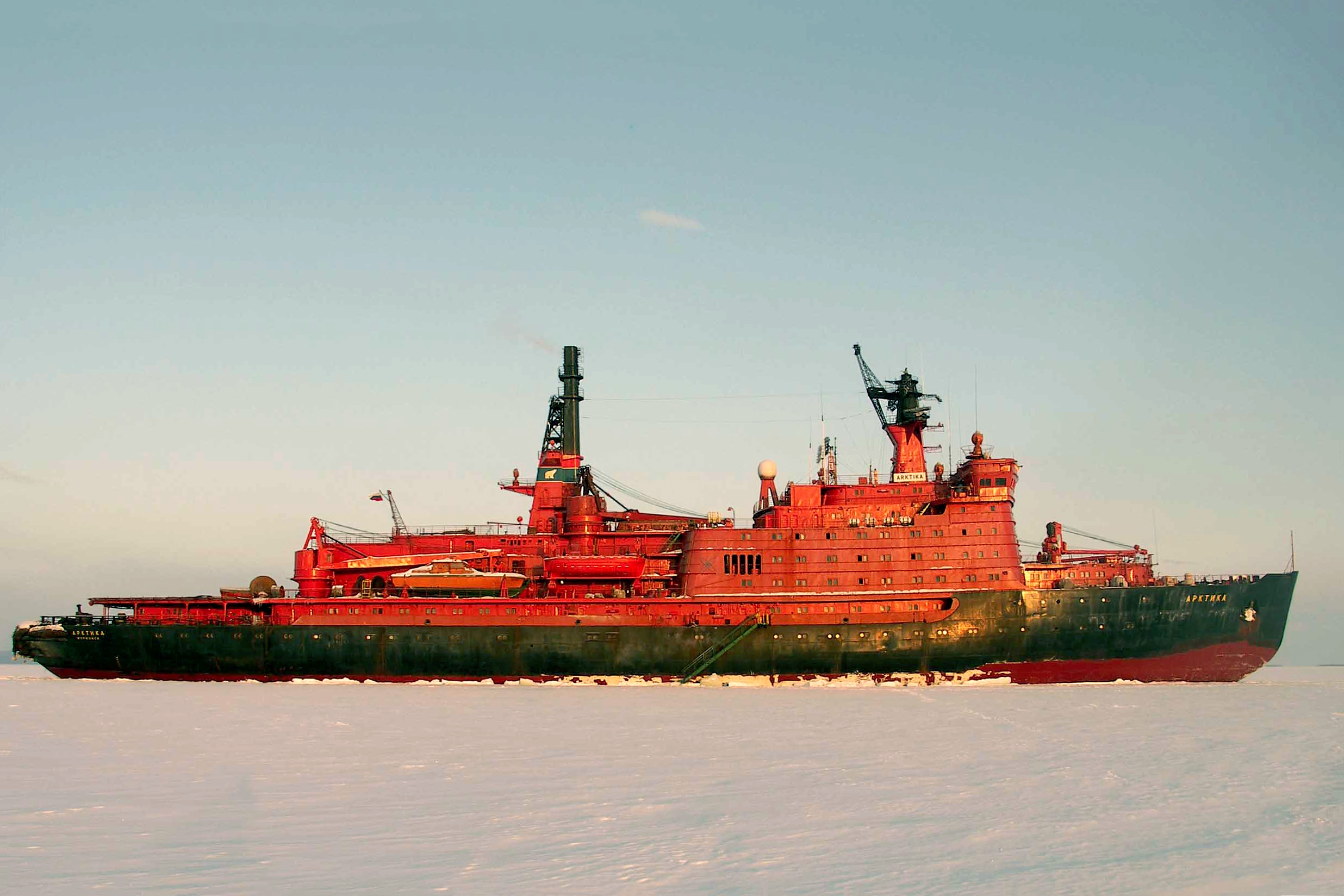
L’Arktika, 1er navire de la classe.

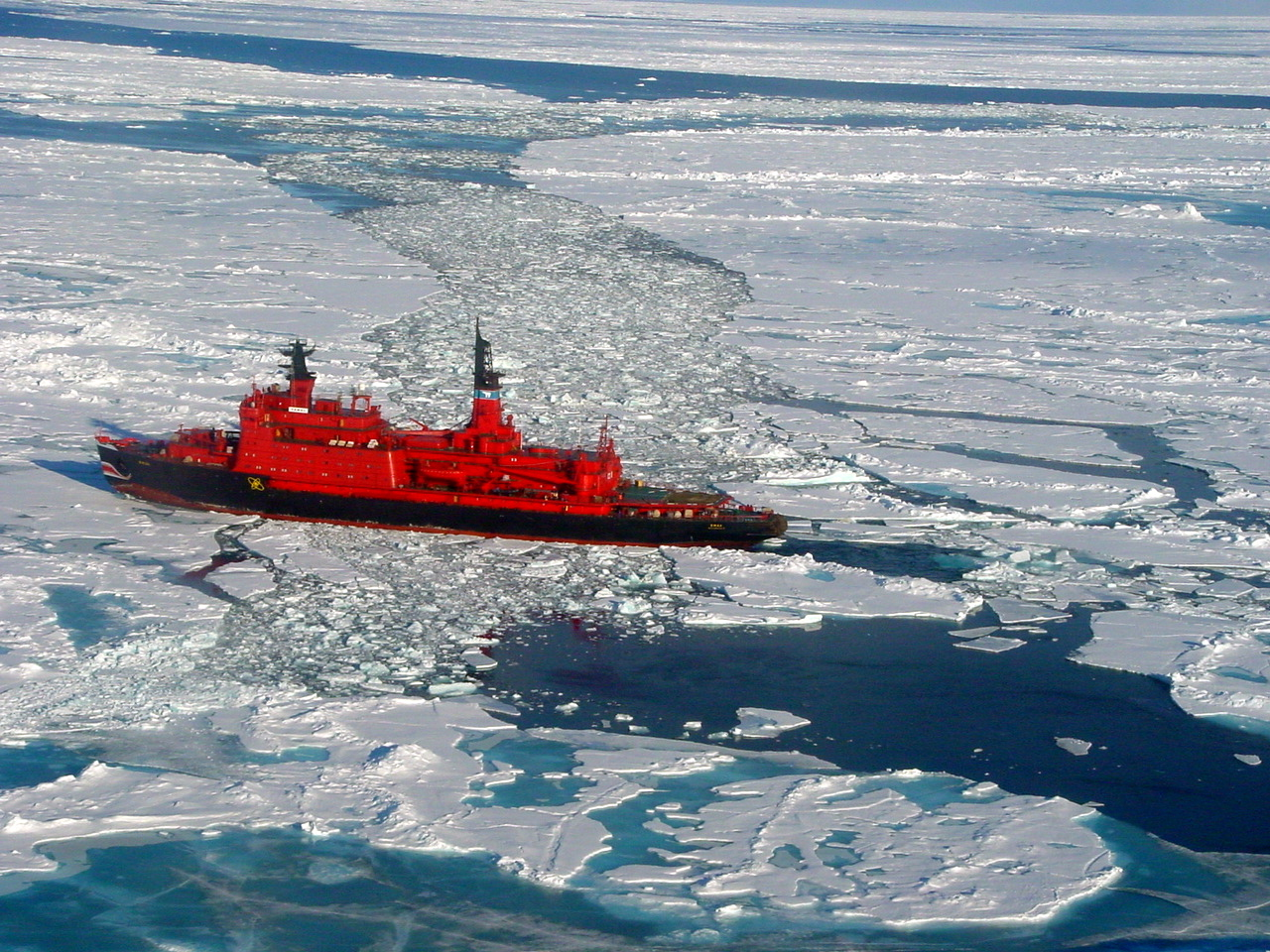
Le Yamal.

La classe Arktika est une classe de brise-glace à propulsion nucléaire soviétique construite par le chantier naval Baltiysky Zavod de Saint-Pétersbourg.
6 navires ont été construits, et en 2020, 2 sont toujours en service.

## Description
La construction de l’Arktika, premier navire de la série débute en 1971. Officiellement mis en service le 25 avril 1975, il sera le premier navire de surface à atteindre le pôle Nord, le 17 août 1977.
Le projet du dernier et plus gros navire de la série, initialement baptisé NS Oural, débute le 4 octobre 1989, mais les travaux sont arrêtés en 1994 par manque de moyens et le navire reste à l'abandon jusqu’en 2003 puis les travaux reprennent. Le navire, rebaptisé Les 50 ans de la victoire, entre finalement en service le 11 avril 2007.
Tous les brise-glaces de cette classe appartiennent au gouvernement mais sont utilisés par la compagnie maritime de Mourmansk. Ils sont tous équipés de deux moteurs atomiques OK-150.
Ces navires sont restés durant plus de 40 ans les plus gros brise-glaces nucléaires au monde jusqu’au lancement du brise-glace Arktika, deuxième du nom, et de la nouvelle classe de brise-glaces qu’il inaugure.

## Navires de la classe
| Nom                                                 | Quille posée    | Lancement        | Mise en service  | Retrait du service |
| --------------------------------------------------- | --------------- | ---------------- | ---------------- | ------------------ |
| Arktika                                             | 3 juillet 1971  | 26 décembre 1972 | 25 avril 1975    | 2008               |
| Sibir                                               | 26 juin 1974    | 23 février 1976  | 28 décembre 1977 | 1992               |
| Rossiya                                             | 20 février 1981 | 2 novembre 1983  | 20 décembre 1985 | 2013               |
| Sovetski Soyouz                                     | 3 novembre 1983 | 31 octobre 1986  | 29 décembre 1989 | 2014               |
| Yamal (projet initial baptisé Révolution d’octobre) | 31 octobre 1986 | 4 octobre 1989   | 27 octobre 1992  | en service         |
| 50 Let Pobedy (projet initial baptisé Oural)        | 4 octobre 1989  | 29 décembre 1993 | 23 mars 2007     | en service         |